# Titularbistum Limnae
Limnae (ital.: Limne) ist ein Titularbistum der römisch-katholischen Kirche. 
Es geht zurück auf das frühere Bistum der Stadt Limnai in der römischen Provinz Pisidia bzw. Galatia in der südlichen Türkei. Es gehörte der Kirchenprovinz Antiochia in Pisidien an.
| Titularbischöfe von Limnae |                                           |                                              |                  |               |
| Nr.                        | Name                                      | Amt                                          | von              | bis           |
| 1                          | Juan José Aníbal Mena Porta               | Koadjutorerzbischof von Asunción (Paraguay)  | 25. Juli 1936    | 14. Juni 1941 |
| 2                          | André Arcoverde de Albuquerque Cavalcanti | emeritierter Bischof von Taubaté (Brasilien) | 8. November 1941 | 20. Juni 1955 |
| 3                          | Francis Anthony Marrocco                  | Weihbischof in Toronto (Kanada)              | 1. Dezember 1955 | 10. Juni 1968 |